# Temple of Kwan Tai

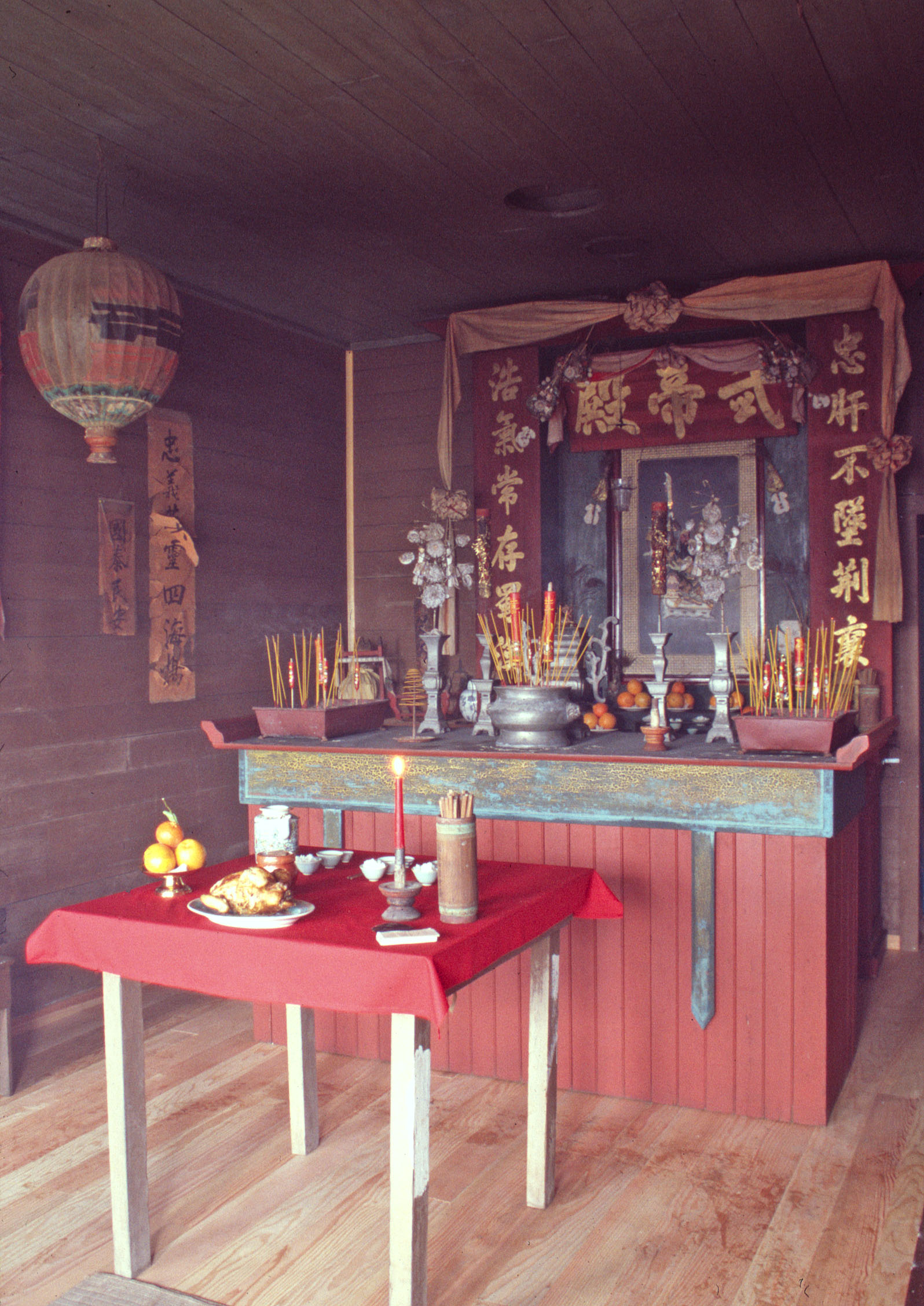
Tempelaltaar

Won Limtempel of Temple of Kwan Tai (Mendocino) is de oudste Guanditempel van Noord-Amerika. Deze taoïstische tempel is gewijd aan de Chinese god Guandi/Kwan Tai en ligt in Mendocino, Californië. De tempel werd in 1867 door Chinese migranten/Chinese Amerikanen gebouwd. In 1882 werd het officieel ingewijd. Sinds 1979 is dit oude gebouw opgenomen als California Historical Landmark #927. De tempel in een ander gebouw bestond in 1852 al. Toentertijd had Mendocino vijfhonderd tot achthonderd Chinese migranten.
Het tempelgebouw is van hout gebouwd en rood en groen geverfd.